# Scopiorinus fragilis
Scopiorinus fragilis är en insektsart som först beskrevs av Morgan Hebard 1927.  Scopiorinus fragilis ingår i släktet Scopiorinus och familjen vårtbitare. Inga underarter finns listade i Catalogue of Life.